# Callimetopus longicollis
Callimetopus longicollis là một loài bọ cánh cứng trong họ Cerambycidae.